# Casa Ricordi

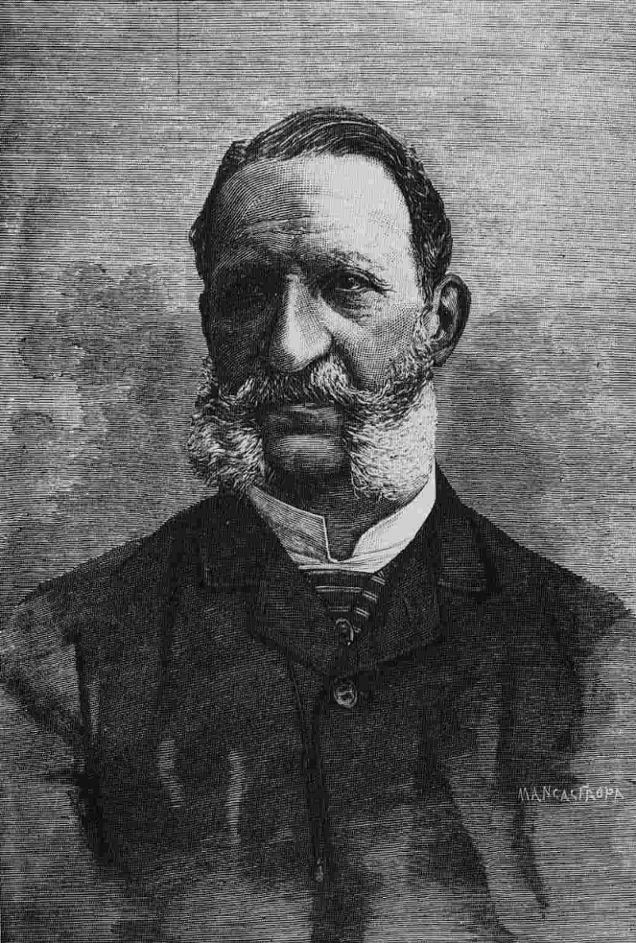
Tito Ricordi

Casa Ricordi es una editorial de música clásica fundada en 1808 con el nombre de G. Ricordi & Co. por el violinista Giovanni Ricordi (1785-1853) en Milán, Italia. Sus descendientes manejan las operaciones de la empresa.
Su repertorio clásico representa una de las fuentes más importantes del mundo tras haber publicado obras de Rossini, Donizetti, Bellini, Verdi y Puccini.
En 1825, Giovanni Ricordi compró los archivos del teatro La Scala y en 1839 adquirió los derechos de las óperas de Giuseppe Verdi. En 1842 creó la Gazzetta Musicale di Milano extendiéndose a Nápoles, Florencia (1865), Roma (1871), Londres (1878), Palermo y París. Fue manejada por Tito Ricordi I (1811-1888), Giulio Ricordi (1840-1912) que impulsó la carrera de Giacomo Puccini y Tito Ricordi II (1865-1933).
En 1924 estableció una sucursal en Buenos Aires (Argentina): Ricordi Americana, que actualmente ha cambiado su nombre a Editorial Melos: Ricordi Americana no solo vendía las ediciones italianas, sino que conformó un catálogo de publicaciones propias de alto nivel musical.
En 1958, Giovanni Carlo Emanuele Ricordi, conocido como Nanni Ricordi (Milán, 1932) fundó el sello Discos Ricordi cuya primera edición fue la grabación de la ópera Medea de Cherubini con María Callas.
En 1994, Ricordi fue comprada por BMG Music Publishing y ahora es el mayor editor de música de Italia.
En 1954 se realizó la película «Casa Ricordi»; dirigida por Carmine Galloni e interpretada por Paolo Stopa, Marcello Mastroianni y Märta Torén, entre otros.
En 1995, la RAI emitió una miniserie de Mauro Bolognini sobre la historia de la familia: La famiglia Ricordi.